# Крістіан Маєр (велогонщик)
Крістіан Маєр (нім. Christian Meyer, 12 грудня 1969) — німецький велогонщик.
Олімпійський чемпіон 1992 року в роздільній командній гонці.